# IC 330
IC 330 је спирална галаксија у сазвјежђу Бик која се налази на листи објеката дубоког неба у Индекс каталогу.
Деклинација објекта је + 0° 21' 12" а ректасцензија 3h 32m 7,9s. Привидна величина (магнитуда) објекта IC 330 износи 14,3 а фотографска магнитуда 15,1. IC 330 је још познат и под ознакама UGC 2779, MCG 0-10-2, CGCG 391-4, PGC 13117.